# Fatigue-corrosion
Très comparable à la corrosion sous contrainte, le phénomène de fatigue-corrosion apparaît sous l'action conjuguée de l'environnement et d'une sollicitation mécanique cyclique. Il se manifeste par un abaissement de la résistance du matériau à la fatigue. Le plus souvent, et compte tenu des cinétiques de dissolution et de repassivation assez lentes comparées aux phénomènes mécaniques, ce type d'endommagement survient pour des pièces sollicitées à basse fréquence (fatigue oligocyclique), par exemple lors de cycles de chauffage-refroidissement de structures (fatigue thermique).
Les mécanismes évoqués pour rendre compte de la fatigue-corrosion sont les mêmes que ceux présentés pour la corrosion sous contrainte, et les essais de laboratoire sont en général des essais de fatigue en présence du milieu considéré réalisés soit à amplitude de déformation (ε) constante, soit à amplitude de contrainte (σ) constante.